# 윌란스 포스텐 무함마드 만평 논란
윌란스 포스텐 무함마드 만평 논란은 이슬람교의 예언자인 무함마드를 천국에 도착하는 자살폭탄 테러리스트를 환영하고 머리에 폭탄 모양의 터번을 한 모습으로 묘사한 만평이 2005년 9월 30일 덴마크 일간지 윌란스 포스텐에 실리면서 시작되었다. 덴마크 이슬람 단체는 항의를 제기했다. 그러나 논란이 커지면서, 무함마드 만평은 유럽 여러 나라와 미국, 뉴질랜드, 요르단 등 40여 나라의 신문에 실리게 되었다. 이는 특히 이슬람 세계의 나라들에서 소요 사태를 일으키게 되었다. 만평에 반대하는 사람들은 무함마드 만평이 문화적 차이를 이해하지 못했으며, 모욕적이며, 신성모독이라고 주장하였다. 그러나 지지자들은 언론의 자유를 침해하는 행위라고 주장하였다.

## 사건 개요
무함마드 만평들은 무함마드가 터번 속에 폭탄을 가지고 있는 모습을 묘사하였으며, 언론의 자기검열과 자유에 대한 기사와 함께 신문에 발간되었다. 보수 일간지 윌란스 포스텐의 편집자 플레밍 로세(Flemming Rose)는 40명의 만화가들에게 그들의 관점에서 무함마드를 그려 달라고 부탁했다. 그는 결국 12개의 만화를 서로 다른 만화가들로부터 받았으며, 그는 덴마크 작가인 코레 블루이트겐(Kåre Bluitgen)이 무함마드에 관한 어린이들을 위한 책을 쓰는 데 삽화 작업에 애를 먹고 있다는 것을 알리기 위해 신문에 실었다. 코레 블루이트겐이 섭외했던 삽화가들은 이슬람 과격주의자들의 공격에 대한 공포 때문에 공동 작업을 거부한 것으로 알려져 있다.
만평에 관련된 사람들에게 여러 차례의 살해 위협이 가해졌으며, 그것이 만화가들이 은둔하기 시작한 이유라고 알려져 있다. 11개의 이슬람 국가 대사들은 덴마크 정부의 조치를 요구했으며, 몇몇 아랍 세계 국가들은 덴마크 정부의 소홀한 대응에 항의 하여 덴마크에서 대사관들을 폐쇄했다. 덴마크 수상인 아네르스 포그 라스무센은 "덴마크 정부는 언론이나 신문에 대해 통제할 수 없으며, 이는 언론의 자유를 침해하는 일이다. 그러므로 우리 정부는 사과할 수 없다"라고 말하였다.

## 사건 일지

### 2005년 9월
- 9월 30일:
  - 덴마크 일간지 윌란스 포스텐지에 이슬람 예언자 무함마드를 묘사한 만평이 실렸다.

### 2005년 10월
- 10월 9일:
  - 덴마크의 이슬람 신자들이 만평을 삭제하고 무슬림에 대해 사과할 것을 윌란스 포스텐'지에 요구했다
- 10월 14일:
  - 3500명이 윌란스 포스텐의 코펜하겐 사무실 밖에서 평화 시위를 벌였다.
  - 만화를 그린 12명의 화가 중 2명이 살해 위협을 받았다고 경호 요청을 했다.
- 10월 19일:
  - 11명의 대사들이 덴마크 수상 아네르스 포그 라스무센에게 면담을 요청하면서 그가 윌란스 포스텐에 보도된 만화들과 또한 덴마크에서 이슬람에 관한 여러가지의 다른 보도된 비방보도와 관련이 없기를 원한다고 말했다. 그러나 수상은 표현의 자유를 침해할 수 없다는 근거를 대며 대사들의 면담 요청을 거부하였다.
- 10월 28일:
  - 몇몇 무슬림 단체는 만평의 게재 의도가 자신들의 믿음에 대한 "조롱과 조소"에 해당한다고 주장하며 덴마크 형법의 금지 조항(140조)을 어겼다고 덴마크 경찰에 신고했다.

## 같이 보기
- 쿠란 소각
- 사뮈엘 파티 피살 사건